# Gorsachius
Gorsachius es un género de aves Pelecaniformes de la familia Ardeidae. Tres de las cuatro especies se encuentran en el este, sur y sureste de Asia, mientras que la última especie, el martinete cucharón (Gorsachius leuconotus), se encuentran en el África subsahariana.

## Especies
Fueron colocadas anteriormente en el género Nycticorax, pero hoy en día las principales autoridades las reconocen como separadas. El género contiene las siguientes especies:
- Gorsachius leuconotus: martinete cucharón.
- Gorsachius magnificus: martinete magnífico.
- Gorsachius goisagi: martinete japonés.
- Gorsachius melanolophus: martinete malayo.